# Appalachian Spring
Appalachian Spring is een Amerikaans ballet geschreven door choreograaf Martha Graham en componist Aaron Copland, later gearrangeerd als orkestwerk. Het ballet werd geschreven in opdracht van Elizabeth Sprague Coolidge, een Amerikaans pianiste en mecenas van muziek. De kostuums werden ontworpen door Edythe Gilfond en de decors door Isamu Noguchi. Het ballet werd goed ontvangen bij de première in 1944 en leverde Copland de Pulitzerprijs voor muziek op tijdens zijn tournee door de Verenigde Staten in 1945. De in 1945 gecomponeerde orkestsuite werd dat jaar door veel symfonieorkesten gespeeld; de suite behoort tot de bekendste werken van Copland, en het ballet blijft essentieel in het repertoire van de Martha Graham Dance Company.
Er werden meerdere voorstellen gedaan voor het ballet, met als laatste in mei 1943 een scenario met de titel "House of Victory", over een pasgetrouwd stel in een kleine 19e-eeuwse nederzetting in Pennsylvania. Copland herzag het scenario meerdere malen voordat hij de muziek componeerde.

## Scenes
Het laatste scenario bevatte acht scenes:
1. Proloog: Graham wilde niet dat de openingsscene lang zou duren; ze wilde dat het "een gevoel van een eenvoudig feest" zou hebben. Terwijl de lichten aangingen, observeerde de moeder haar land.
2. Eden Valley: De bruid en de burger dansen samen in een "duet van verkering".
3. Wedding Day: Graham verdeelde deze aflevering in twee delen. De eerste begint met een dans tussen de jongere zus en de twee kinderen. De burger toont zijn kracht voordat hij de dochter naar het nieuwe huis van het echtpaar draagt. In het tweede deel dansen de bruid en de burger een liefdesscène in huis, terwijl de gasten buiten feestvieren in een "ouderwetse charivari".
4. Intermezzo: deze aflevering toont het dagelijkse leven in de stad tijdens het planten in de lente.
5. Fear in the Night: het centrale conflict van het ballet begint in deze aflevering. The Fugitive komt binnen met een "onhandige" en "tragische" solo, die de angst en het lijden van de burgeroorlog naar voren brengt.
6. Day of Wrath: Deze aflevering was bedoeld om de tragedies van de oorlog weer te geven, begeleid door muziek die doet denken aan de burgeroorlog. The burger danst een gewelddadige solo, die doet denken aan John Brown's raid on Harpers Ferry(in de aanloop naar de Amerikaanse Burgeroorlog), terwijl de twee kinderen een oorlogsspel spelen.
7. Moment of crisis: De vrouwen van de stad verzamelen zich en hun gedrag duidt op "een nauwelijks onderdrukte hysterie".
8. The Lord's Day: De slotscène was bedoeld om "Sabbat in een kleine stad" uit te beelden. De bruid en de burger voeren buitenshuis een liefdesduet uit, en de rest van de gemeenschap woont een opwekkingsbijeenkomst bij.

Het "House of Victory" -script bevatte een extra aflevering na het "Intermezzo" met scènes uit Uncle Tom's Cabin, waardoor de connectie van het ballet met de burgeroorlog werd versterkt; maar op aandringen van Copland schrapte Graham de aflevering uit de herzieningen. Bovendien gebruikt het originele script een andere slotscène, waarin de bruid en de burger zich herenigen in het huis. Het tweede script eindigt met "de stad die zich vestigt voor de nacht" en de bruid die bij het hek staat net voordat het gordijn valt. Het derde script bracht "The Lord's Day" zoals het er in het uiteindelijke scenario uit zou zien.

## Muziek
Copland nam het Shakernummer "Simple Gifts" op in de "Interlude", het internezzo. Graham voegde "The Lord's Prayer" toe als een mogelijke "Shaker-ontmoeting". Copland had al vroeg besloten om "Simple Gifts" te gebruiken; door een basismelodisch motief uit de melodie te halen, creëerde hij er gedurende de hele compositie variaties op,
Graham ontving de helft van de partituur in januari 1944 en begon aan de choreografie te werken. Copland voltooide de verkorte partituur in juni 1944 en de orkestratie was in augustus voltooid. Kort voor de première koos Graham voor de titel "Appalachian Spring". De naam is ontleend aan een regel uit "Powhatan's Daughter", een van de gedichten uit de cyclus The Bridge van Hart Crane, een Amerikaanse dichter die ook unieke Amerikaanse kunst wilde creëren.

## Uitvoering
Appalachian Spring ging in première op 30 oktober 1944 in het Coolidge Auditorium in het Thomas Jefferson Building, onder leiding van Louis Horst, de muziekdirecteur van het gezelschap. De première was het slotconcert van een vierdaags kamermuziekfestival ter ere van Coolidge haar 80ste verjaardag. Copland had op verzoek van Graham geen van de repetities bijgewoond en zag de volledige uitvoering een dag voor de première voor het eerst. Het ballet werd goed ontvangen door critici en het publiek.